# 2001: Odyseja kosmiczna (film)

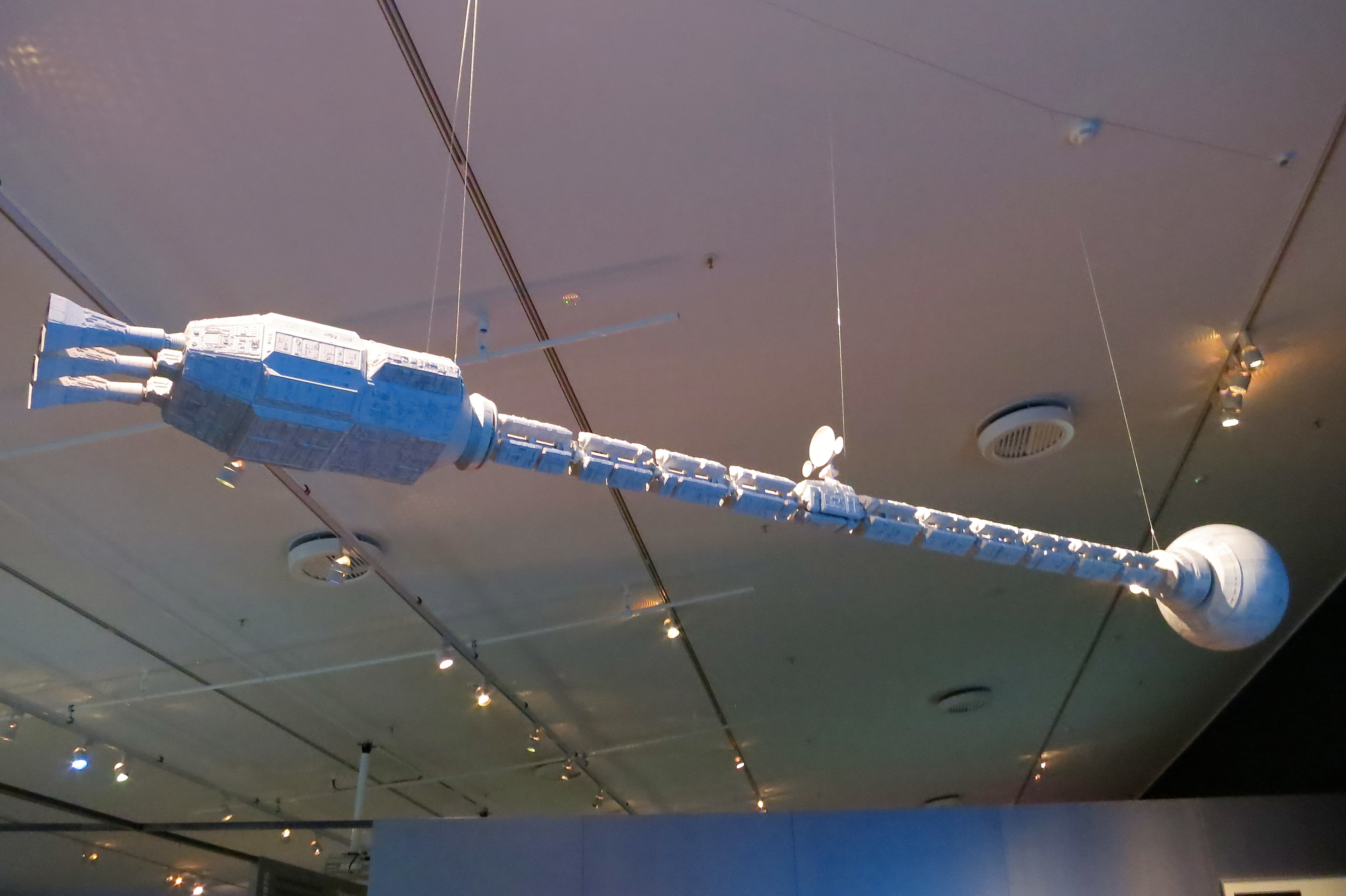
Model statku „Discovery One”

Jeden z interfejsów HAL 9000

2001: Odyseja kosmiczna (ang. 2001: A Space Odyssey) – amerykańsko–brytyjski film fantastycznonaukowy z 1968 roku w reżyserii Stanleya Kubricka.
Obraz Kubricka opowiada o relacjach człowieka z innymi inteligentnymi bytami, zarówno pozaziemskimi, jak i stworzonymi przez człowieka.
Film wszedł na ekrany kin 6 kwietnia 1968.
Doczekał się kontynuacji pt. 2010: Odyseja kosmiczna, gdzie wśród rywalizujących ze sobą załóg amerykańskich i radzieckich astronautów pojawia się astronauta David Bowman, główny bohater filmu Kubricka.

## Fabuła
Film składa się z czterech epizodów, luźno powiązanych ze sobą tajemniczym monolitem, którego symbolika w filmie może być interpretowana na wiele sposobów. Wspomniane epizody to:
- Świt ludzkości (The Dawn of Man)
- TMA-1
- Misja na Jowisza: osiemnaście miesięcy później (Jupiter Mission: Eighteen Months Later)
- Jowisz i poza nieskończonością (Jupiter and beyond the Infinite)

Podobny monolit do tego, który był świadkiem ewolucyjnego skoku u hominidów (zbieracz–padlinożerca staje się myśliwym, wykorzystującym narzędzia służące do zabijania) na Ziemi, zostaje odkryty po tysiącach lat przez zespół geologów na Księżycu. Nieznane jest jego pochodzenie ani cel. Wiadomo jedynie, że wysyła sygnały radiowe w kierunku Jowisza. W kierunku tej planety zostaje wysłany statek „Discovery”, gdzie oprócz dwóch naukowców i zahibernowanej załogi, znajduje się najdoskonalszy wynalazek uczonych – wyposażony w sztuczną inteligencję komputer HAL 9000. Komputer, obdarzony samoświadomością i uczuciami, buntuje się przeciw ludziom i postanawia zgładzić załogę statku. Ratuje się jedynie dr David Bowman (Keir Dullea), który wyłącza po kolei układy HAL-a. Bowman, który dociera do orbity Jowisza, udaje się w psychodeliczną podróż przez bramę „pełną gwiazd” przez czas i przestrzeń, doświadczając własnej starości, śmierci, a także ponownych narodzin w innej fazie egzystencji.

## Obsada
Na podstawie
- Keir Dullea jako dr David „Dave” Bowman
- Gary Lockwood jako dr Frank Poole
- William Sylvester jako dr Heywood R. Floyd
- Leonard Rossiter jako Smyslov
- Margaret Tyzack jako Elena
- Robert Beatty jako dr Halvorsen
- Sean Sullivan jako Michaels
- Douglas Rain jako HAL 9000 (głos)
- Alan Gifford jako ojciec Poole’a
- Ann Gillis jako matka Poole'a
- Daniel Richter jako Moonwatcher

## Produkcja
Scenariusz został napisany wspólnie przez Stanleya Kubricka i Arthura C. Clarke’a, częściowo na podstawie wątków z opowiadań Clarke’a, szczególnie Posterunek (The Sentinel), a także Napięcie (Breaking Strain), Z kolebki – na wieczne orbitowanie (Out of the Cradle, Endlessly Orbiting...), Kto tam? (Who's There?), Podróż do wnętrza komety (Into the Comet) oraz U progu raju (Before Eden). Na jego podstawie Kubrick nakręcił film, a Clarke napisał powieść pod tym samym tytułem. Pomimo różnic m.in. w opisie kształtu i interakcji małp z monolitem, autor powieści wraca do ustaleń reżysera w dalszych jej częściach. Według Clarke'a mimo nawiązań do innych dzieł, wiele pomysłów pojawiających się w filmie była zupełnie nowa. Pisarz dopracowywał scenariusz samodzielnie, w pokoju 1008 hotelu Chelsea.

## Ścieżka dźwiękowa
Był to pierwszy film Kubricka, w którym ważną rolę odegrała muzyka klasyczna. Szczególnie znany jest prolog filmu, gdzie wstęp do poematu Richarda Straussa Also sprach Zarathustra ilustruje wschód słońca – tu: człowieka. Ważną rolę odgrywa też muzyka Johanna Straussa – walc Nad pięknym modrym Dunajem oraz awangardowego kompozytora Györgya Ligetiego. Scenom na Discovery towarzyszy Adagio z baletu Gajane Arama Chaczaturiana.

## Analiza
Dzieło może być traktowane jako filozoficzny traktat o naturze człowieka wobec nieznanego. Jednym z pytań stawianych przez twórców filmu jest wzajemna relacja między człowiekiem a stworzonymi przez niego maszynami, które w miarę uzyskiwania coraz bardziej skomplikowanych funkcji myślowych (sztucznej inteligencji) mogą się od niego uniezależniać, a nawet otwarcie zwracać się przeciwko niemu.

## Odbiór

### Box office
Budżet filmu wyniósł 12 milionów dolarów. W Stanach Zjednoczonych i Kanadzie film zarobił łącznie blisko 58 milionów USD.

### Krytyka w mediach
Początkowo film wywołał kontrowersje wśród krytyków, lecz z czasem zyskał wśród nich duże uznanie. W serwisie Rotten Tomatoes 92% ze 119 recenzji filmu uznano za pozytywne (średnia ocen wyniosła 9,20 na 10). Na portalu Metacritic średnia ocen z 25 recenzji wyniosła 84 punkty na 100.
Po latach film uznawany jest przez wielu krytyków i widzów za najwybitniejszy film fantastycznonaukowy, jaki kiedykolwiek powstał.

## Nagrody i wyróżnienia
Film otrzymał Oskara w 1969 za efekty wizualne, był również nominowany do Oscara w kategoriach najlepsza reżyseria, najlepszy scenariusz oraz najlepsza scenografia i dekoracje wnętrz.
Film otrzymał nagrodę Hugo w kategorii najlepsza prezentacja dramatyczna w 1969 roku.
W roku 1995, z okazji stulecia narodzin kina, film znalazł się na watykańskiej liście 45 filmów fabularnych, które propagują szczególne wartości artystyczne.